# 東正教聖靈教堂

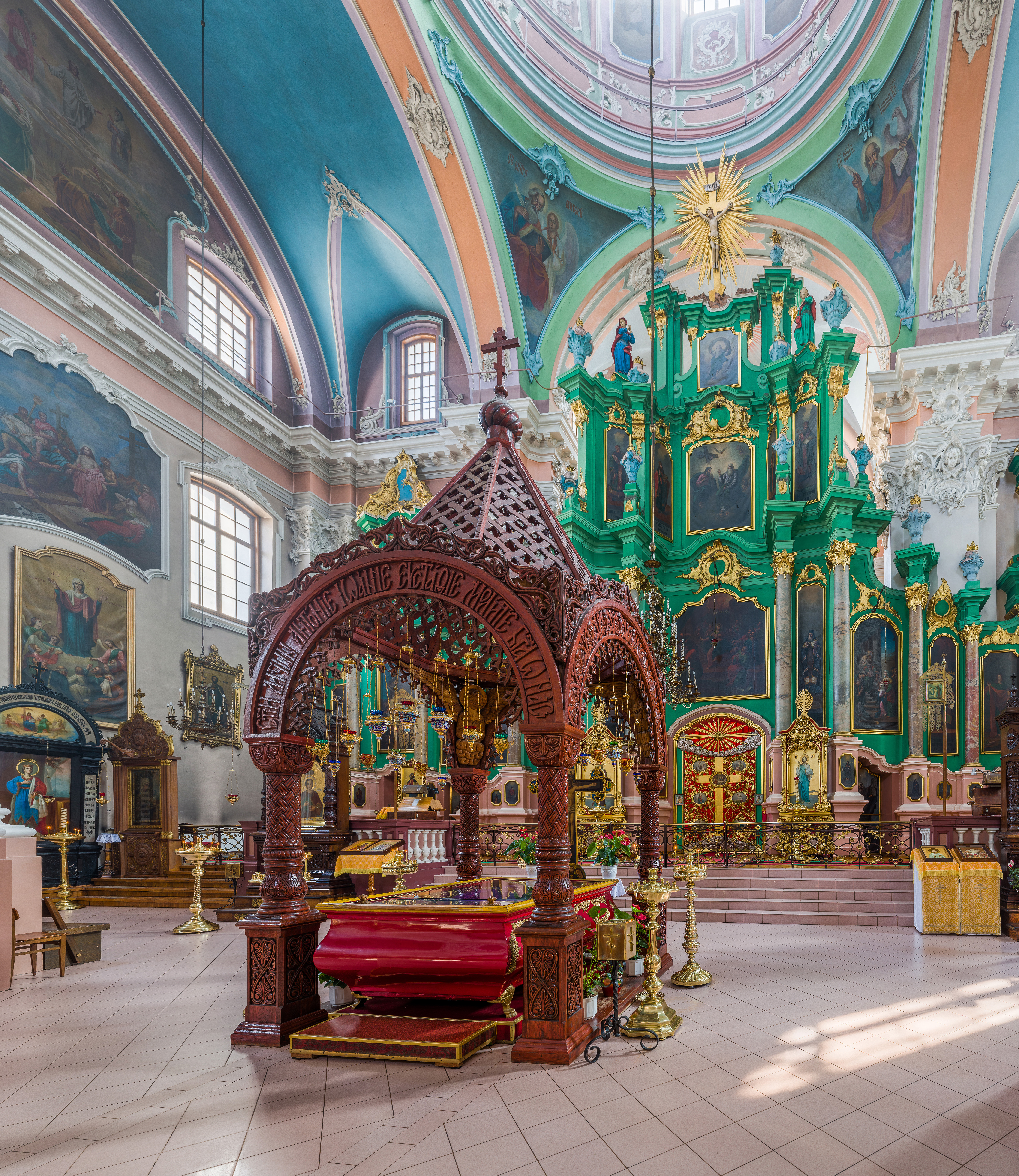
東正教聖靈教堂

東正教聖靈教堂（Orthodox Church of the Holy Spirit）是立陶宛首都維爾紐斯的一座俄羅斯正教會的教堂。這座教堂最初是一座木質教堂。18世紀時，木質教堂毀於大火。現在的石質教堂修建於1749年至1753年，外觀是巴洛克式風格，內部裝飾是洛可可式風格。這座教堂是立陶宛主要東正教教堂之一。

## 外部連結
- Vilnius Tourism
- inyourpocket.com （页面存档备份，存于）

54°40′32″N 25°17′27″E / 54.67556°N 25.29083°E